# Cheeses... (of Nazareth)
Cheeses... (of Nazareth) é uma coletânea musical da banda Five Iron Frenzy, lançado a 22 de Abril de 2003.
O álbum contém faixas raras, gravadas ao vivo e versões demo. O disco atingiu o nº 17 da Heatseekers e o nº 22 do Top Contemporary Christian.
| Críticas profissionais                                                      | Críticas profissionais |
| Avaliações da crítica                                                       | Avaliações da crítica  |
| Fonte                                                                       | Avaliação              |
| --------------------------------------------------------------------------- | ---------------------- |
| allmusic                                                                    | [ 2 ]                  |
| Jesus Freak Hideout                                                         | [ 3 ]                  |
| Christianity Today                                                          | (sem nota)             |
| Real Magazine                                                               | (sem nota)             |
| Cross Rhythms                                                               | (sem nota)             |
| Esta tabela precisa de ser acompanhada por texto em prosa. Consulte o guia. |                        |

## Faixas
1. "Kamikaze"
2. "Rhubarb Pie"
3. "Marty"
4. "Fistful of Sand" (Ao vivo)
5. "Four Kids in Memphis"
6. "Mind for Treason"
7. "Cool Enough for You" (Versão demo)
8. "3rd World Think Tank" (Versão demo)
9. "Old West" (Versão demo)
10. "Burn"
11. "Left"
12. "Never Ask Us to Play This"
13. "Dog Food"
14. "When I See Her Face"
15. "Abraham Lincoln Beard"
16. "Praise the Lord"
17. "Give Me Back My Sandwich"
18. "Omnivores for Mediocrity"
19. "That Tastes Horrible"
20. "No Grandma = Know Grandma"
21. "Stinky Hippy"
22. "Abraham Lincoln Beard"
23. "It's So Hot (I'm Gonna Have a Heat Stroke)"
24. "Thea and the Singing Telegram"
25. "How's About Some Milk?"
26. "Donkey Basketball"
27. "Screams in the Night"
28. "Pootermobile"
29. "Abraham Lincoln Beard"
30. "Mayonnaise Taco Monday"
31. "Chew Water"
32. "Metal Rules!"
33. "Five Iron Is Stupid"
34. (Faixa escondida)

## Créditos
- Reese Roper - Vocals
- Dennis Culp - Trombone
- Keith Hoerig - Baixo
- Sonnie Johnston - Guitarra
- Scott Kerr - Guitarra
- Micah Ortega - Guitarra
- Andrew Verdecchio - Bateria